# S:t Knuts torg

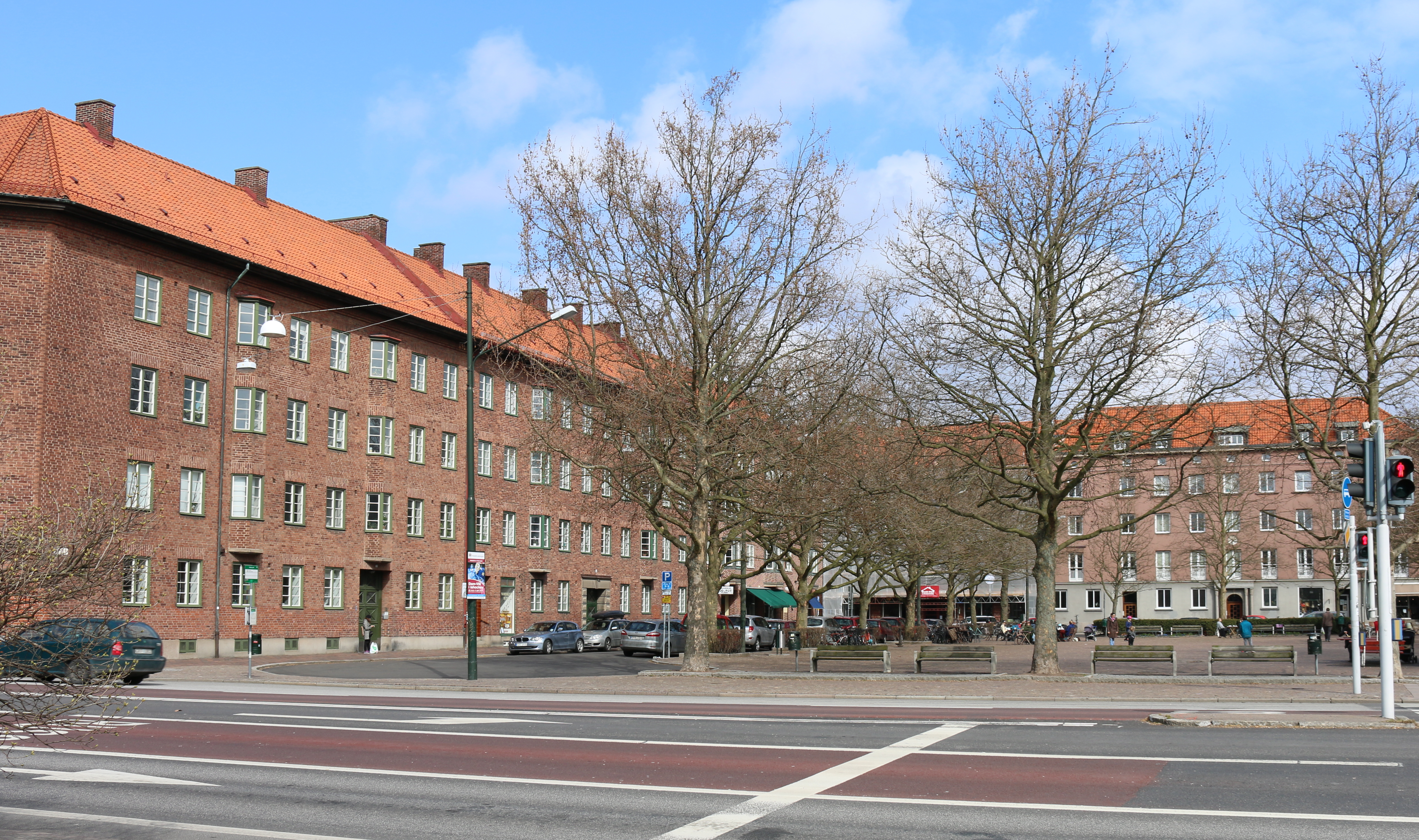
Sankt Knuts torg

S:t Knuts torg är ett torg i Malmö som ligger vid Amiralsgatan, bredvid Folkets park. Torget namngavs 1904, då nämnda gata förlängdes dit, och är uppkallat efter den danske kungen Knut den helige som är Danmarks skyddshelgon. Torget är rektangulärt och dess ena kortsida ligger kant i kant med Amiralsgatan medan de andra tre sidorna ligger kant i kant med bebyggelse.